# Juvigny (Marne)
Juvigny és un municipi francès, situat al departament del Marne i a la regió del Gran Est. L'any 2007 tenia 941 habitants.

## Demografia

### Població
El 2007 la població de fet de Juvigny era de 941 persones. Hi havia 334 famílies, de les quals 42 eren unipersonals (23 homes vivint sols i 19 dones vivint soles), 110 parelles sense fills, 159 parelles amb fills i 23 famílies monoparentals amb fills.
La població ha evolucionat segons el següent gràfic:
Habitants censats

### Habitatges
El 2007 hi havia 359 habitatges, 339 eren l'habitatge principal de la família, 5 eren segones residències i 15 estaven desocupats. 357 eren cases i 2 eren apartaments. Dels 339 habitatges principals, 300 estaven ocupats pels seus propietaris, 35 estaven llogats i ocupats pels llogaters i 4 estaven cedits a títol gratuït; 2 tenien una cambra, 3 en tenien dues, 20 en tenien tres, 71 en tenien quatre i 244 en tenien cinc o més. 286 habitatges disposaven pel capbaix d'una plaça de pàrquing. A 86 habitatges hi havia un automòbil i a 238 n'hi havia dos o més.

### Piràmide de població
La piràmide de població per edats i sexe el 2009 era:
| Homes | Edats   | Dones |
| ----- | ------- | ----- |
| 0     | 95 o +  | 0     |
| 0     | 90 a 94 | 0     |
| 4     | 85 a 89 | 0     |
| 8     | 80 a 84 | 4     |
| 16    | 75 a 79 | 8     |
| 4     | 70 a 74 | 24    |
| 28    | 65 a 69 | 20    |
| 4     | 60 a 64 | 12    |
| 20    | 55 a 59 | 32    |
| 56    | 50 a 54 | 36    |
| 36    | 45 a 49 | 40    |
| 28    | 40 a 44 | 40    |
| 32    | 35 a 39 | 36    |
| 12    | 30 a 34 | 32    |
| 32    | 25 a 29 | 28    |
| 32    | 20 a 24 | 12    |
| 68    | 15 a 19 | 28    |
| 36    | 10 a 14 | 24    |
| 12    | 5 a 9   | 8     |
| 20    | 0 a 4   | 24    |

## Economia
El 2007 la població en edat de treballar era de 619 persones, 476 eren actives i 143 eren inactives. De les 476 persones actives 449 estaven ocupades (229 homes i 220 dones) i 27 estaven aturades (17 homes i 10 dones). De les 143 persones inactives 71 estaven jubilades, 50 estaven estudiant i 22 estaven classificades com a «altres inactius».

### Ingressos
El 2009 a Juvigny hi havia 361 unitats fiscals que integraven 1.019,5 persones, la mediana anual d'ingressos fiscals per persona era de 22.643 €.

### Activitats econòmiques
Dels 29 establiments que hi havia el 2007, 1 era d'una empresa extractiva, 3 d'empreses de fabricació d'altres productes industrials, 3 d'empreses de construcció, 4 d'empreses de comerç i reparació d'automòbils, 1 d'una empresa de transport, 2 d'empreses d'hostatgeria i restauració, 1 d'una empresa financera, 1 d'una empresa immobiliària, 6 d'empreses de serveis, 5 d'entitats de l'administració pública i 2 d'empreses classificades com a «altres activitats de serveis».
Dels 9 establiments de servei als particulars que hi havia el 2009, 3 eren tallers de reparació d'automòbils i de material agrícola, 3 paletes, 1 electricista, 1 perruqueria i 1 restaurant.
L'any 2000 a Juvigny hi havia 19 explotacions agrícoles que ocupaven un total de 1.425 hectàrees.

## Poblacions més properes
El següent diagrama mostra les poblacions més properes.